# Eurytoma nodularis
Eurytoma nodularis är en stekelart som beskrevs av Karl Henrik Boheman 1836. I den svenska databasen Dyntaxa används istället namnet Aximopsis nodularis. Enligt Catalogue of Life ingår Eurytoma nodularis i släktet Eurytoma och familjen kragglanssteklar, men enligt Dyntaxa är tillhörigheten istället släktet Aximopsis och familjen kragglanssteklar. Arten är reproducerande i Sverige. Inga underarter finns listade i Catalogue of Life.